# Shades of a Blue Orphanage
《Shades of a Blue Orphanage》는 아일랜드의 록 밴드 씬 리지가 1972년 3월 10일에 발매한 두 번째 스튜디오 음반이다. 음반 제목은 밴드 멤버들이 이전에 활동했던 밴드인 셰이즈 오브 블루(Shades of Blue)와 오퍼나지(Orphanage)의 이름을 조합한 것이다.
〈Sarah〉는 필 라이넛의 어머니 필로미나가 양육할 수 없었던 시절, 그를 길러준 할머니를 위해 작곡된 곡이다. 이 곡은 1979년 음반 《Black Rose: A Rock Legend》에 수록된, 라이넛의 딸을 위해 쓴 동명의 곡과는 다른 곡이다.
2010년 10월 11일, 《Shades of a Blue Orphanage》의 리마스터 확장반이 발매되었다.

## 평가
| 전문가 평가                      | 전문가 평가 |
| 평가 점수                        | 평가 점수   |
| 출처                             | 점수        |
| -------------------------------- | ----------- |
| AllMusic                         | [ 3 ]       |
| Collector's Guide to Heavy Metal | 7/10        |
| Pitchfork                        | 6.3/10      |

《피치포크》의 스튜어트 버먼은 씬 리지가 "당시 야망이 없었던 것이 아니라 방향성이 부족했던 것"이라고 평하며, 음반의 오프닝 트랙 같은 곡들을 "이 시점에서 친밀함에 대해 훨씬 잘 이해하고 있었던 밴드가 시도한 조악한 강렬함의 초기 형태"라고 비판했다. 그러나 그는 "라이넛의 서정적인 목소리"를 밴드 음악의 "견고한 닻"이라고 칭찬했다.
마틴 포포프는 《Shades of a Blue Orphanage》를 "정직한 작품"으로 정의하며, 필 라이넛의 포크 어쿠스틱 음악 시절의 흔적, 1960년대를 향한 프로그레시브 사이키델리아 요소, 그리고 시대와 맞지 않는 로커빌리 색채까지도 담고 있는, 1970년대 초 록 음반 특유의 특징이 드러난다고 평했다.
올뮤직의 에두아르도 리바다비아는 이 음반에 대해 전반적으로 비판적인 입장을 보이며 "실망스러운" 작품이라고 평가했고, 오프닝 트랙과 타이틀 트랙 모두를 "과장되고 산만하다"고 묘사했다. 그러나 그는 〈Baby Face〉와 〈Buffalo Gal〉을 음반의 밝은 순간으로 지목했으며, 〈Sarah〉에서의 라이넛의 "표현력 있고 개인적인" 퍼포먼스를 높이 평가했다.

## 곡 목록
모든 곡들은 특별한 언급이 없는 한 필 라이넛에 의해 작사/작곡하였다.
| #  | 제목                                                     | 작사·작곡                        | 재생 시간 |
| -- | -------------------------------------------------------- | -------------------------------- | --------- |
| 1. | 〈The Rise and Dear Demise of the Funky Nomadic Tribes〉 | 라이넛, 에릭 벨, 브라이언 다우니 | 7:06      |
| 2. | 〈Buffalo Gal〉                                          |                                  | 5:30      |
| 3. | 〈I Don't Want to Forget How to Jive〉                   |                                  | 1:46      |
| 4. | 〈Sarah〉                                                |                                  | 2:59      |
| 5. | 〈Brought Down〉                                         |                                  | 4:19      |

| #  | 제목                           | 재생 시간 |
| -- | ------------------------------ | --------- |
| 6. | 〈Baby Face〉                  | 3:27      |
| 7. | 〈Chatting Today〉             | 4:19      |
| 8. | 〈Call the Police〉            | 3:37      |
| 9. | 〈Shades of a Blue Orphanage〉 | 7:06      |